# Вертебропластика

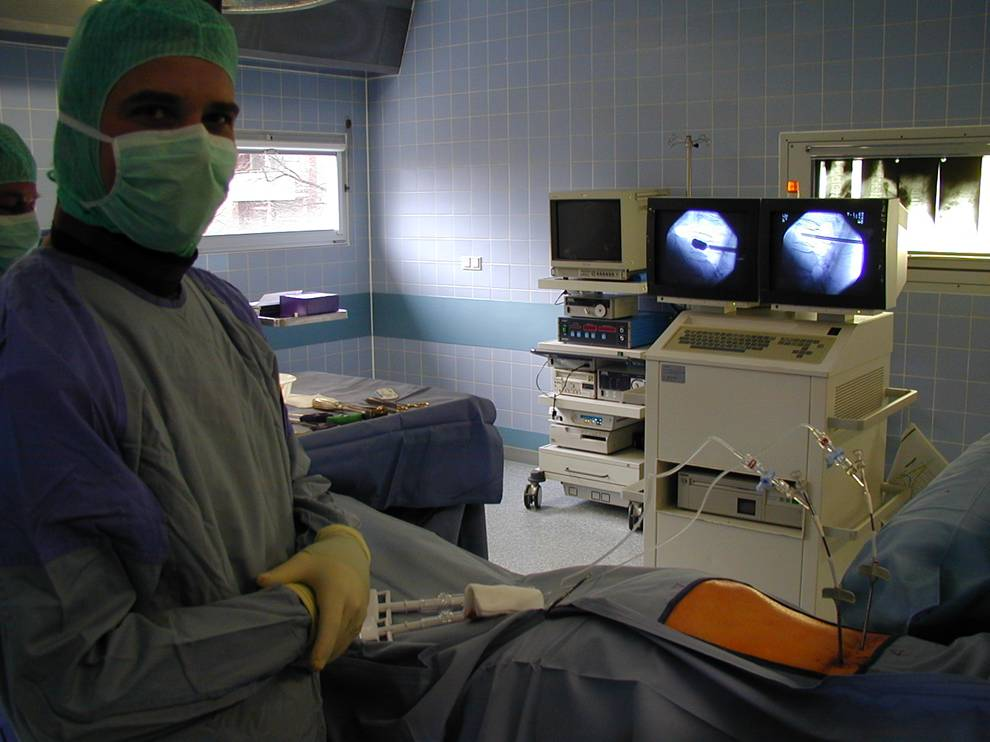
Типичная подготовка оборудования и инструментов для проведения кифопластики.

Вертебропластика — это хирургическая процедура, применяемая при компрессионных переломах позвонков путём введения костного цемента через небольшое отверстие с целью укрепления позвонка и снятия болевого синдрома. Термин обычно объединяет в себя вертебропластику и кифопластику. Операция проводится малоинвазивным методом. При кифопластике перед ведением цемента в повреждённый позвонок вводят небольшой баллон, который расширяется внутри позвонка с цель восстановления изначальной высоты и наклона позвонка.
Была выявлена неэффективность данной процедуры для лечения компрессионных переломов у больных с остеопорозом.

## Эффективность
Процедура неэффективна при некоторых состояниях.

## Побочные эффекты, осложнения
- Вытекание цемента

- Разрушение цемента со временем